# Seznam osebnosti iz Občine Miren - Kostanjevica
Seznam osebnosti iz Občine Miren - Kostanjevica vsebuje osebnosti, ki so se tu rodile, delovale ali umrle.

## Vojska
- Drago Marušič, slovenski pravnik, prostozidar, politik, častnik, partizan in prvoborec (1884, Opatje Selo – 1964, Gorica, Italija)
- Edmondo Matter, italijanski vojak (1886, Mestre, Benetke, Italija – 1916, Opatje selo)
- Raffaele Merelli, italijanski vojak (1886, San Ginesio, Italija – 1916, Lokvica)
- Lucindo Faggin, italijanski vojak (1887, Padova, Italija – 1916, Opatje selo)
- Gabrijel Marušič, slovenski mornariški podčastnik, udeleženec upora v Boki Kotorski (1890, Miren – 1967, Šempeter pri Gorici)
- Agostino Setti, italijanski vojak (1894, Robecco Pavese, Italija – 1917, Opatje selo)
- Francesco Caggiani, italijanski vojak (1895, Pomarico, Italija – 1916, Nova vas)
- David Arčon, mesar, tigrovec, borec NOVJ (1904, Arčoni – 1985, Renče), deloval v Mirnu
- Darko Marušič (Blaž), ključavničar, narodni heroj Jugoslavije (1919, Ljubljana – 1943, Lokovec), živel v Opatjem selu
- Ivan Sulič - Car, narodni heroj (1923, Bilje – 1944)

## Religija
- Voltiza Skolaris, prvi znani Mirenski župnik (1274)
- Kancijan iz Gorice (Kncijan iz Gorice, Cancianus de Goritia), duhovnik, novograjski škof (?, Gorica, Italija – 1331, Čedad, Italija), župnik v župniji Miren
- Urban Tkalec (Urban Textor, Tekstor, Kalčič, Kalec, Tkalčič, Weber), duhovnik, škof (1491, Lipa – 1558, Donauwörth, Bavarska, Nemčija)
- Jožef Balant, slovenski nadškof (1763, Nova Vas – 1834, Gorica, Italija)
- Krištof Spolad, duhovnik, zgradil cerkev svetega Jurija (1777 – 1858)
- Janez Krstnik Elersič (Eleršič), duhovnik, graditelj svetišča na Mirenskem Gradu (1802, Renče – 1876, Miren)
- Alojzij Carli - Lukoč, slovenski rimskokatoliški duhovnik, prevajalec in pisatelj (1846, Tolmin – 1891, Most na Soči), služboval kot duhovnik v Mirnu
- Anton Zdešar, cerkveni zgodovinar, duhovnik, redovnik, lazarist (1878, Ljubgojna – 1945, Jastrebarsko, Hrvaška), prvi superior v Mirnu, živel v Mirnu
- Oskar Pahor, rimskokatoliški duhovnik (1886—1964), Mirenski dekan
- Ivan Mozetič, slovenski rimskokatoliški duhovnik in ljudski zdravnik (1889, Miren – 1971, Ravne pri Cerknem)
- Vera Lestan, ravnateljica Marijinega vrtca, pastoralna delavka, katehistinja in pesnica (1908, Miren – 1943, Renče)
- Alfonz Čuk, psiholog, duhovnik, publicist (1912, Bilje – 1975, Latrobe, Pensilvanija, Združene države Amerike)
- Karmen Mozetič (redovnica Tadeja), slovenska šolska sestra sv. Frančiška in misijonarka (1949, Bilje)
- Dominik Dinko Bizjak, duhovnik, teolog, kitarist, fotograf, pesnik (1952, Orehovica pri Podnanosu), deloval v Vojščici, Temnici in Kostanjevici na Krasu
- Ivan Štanta, misijonar na Madagaskarju (rojen v Mirnu)

## Pravo in politika
- Ivan Okretič, slovenski pravnik (1860, Kostanjevica na Krasu – 1931, Zagreb, Hrvaška)
- Hinko Stepančič, pravnik (1864, Temnica – 1940, Ljubljana)
- Albin Henrik Špacapan, slovenski kamnosek, trgovec in politik (1878, Miren – 1956, Podgora)
- Josip Petejan, slovenski politik, sindikalni delavec (1883, Miren – 1960, Maribor)
- Leopold Kemperle, italijanski časnikar in publicist, politik (1886, Hudajužna – 1950, Trst, Italija), 1914 živel v Mirnu
- Avgust Dugulin, politični delavec (1905, Škrbina), deloval v Temnici, Vojščici, Kostanjevici na Krasu, Opatjem selu
- Bogomil Vižintin (Milo), družbenopolitični delavec (1905, Renče – 1978, Nova Gorica), tajnik NOO za OO OF Miren
- Angel Kodrič, družbenopolitični delavec (1906, Renče – 1983), deloval v Mirnu
- Jožko Humar, sodnik in kulturni delavec (1914, Bilje)
- Živa Beltram (Fornazarič), politična delavka (1921, Ljubljana – 2008), živela v Biljah
- Vinko Mozetič, slovenski zdravnik in politik (1924, Miren – 1998)
- Ida Močivnik, slovenska veleposlanica (1942, Opatje Selo – 2009)
- Pavel Budin, slovenski pravnik, sodnik, javni in kulturni delavec (1952, Miren – 2000, Ljubljana)
- Zorko Pelikan, slovenski politik (1954, Miren)

## Umetnost
- Del Neri Clemente Costantino, slikar in restavrator (1865 Gorica, Italija – 1943, Gorica, Italija), deloval v Biljah, Kostanjevici na Krasu
- Luigi Spazzapan (Luis, Lojze Spacapan, Špacapan), slikar (1889 Gradišče ob Soči, Italija – 1958, Torino, Italija), živel v Mirnu
- Danilo Devetak, libretist in slikar (1891, Tolmin – 1916, Lokvica)
- Tone Kralj (Anton Kralj), slikar, kipar, grafik, ilustrator, oblikovalec pohištva (1900, Zagorica – 1975, Ljubljana), poslikal notranjščine cerkva v Mirnu (Mirenski Grad), Opatjem selu in Biljah
- Drago Bajc, slovenski pesnik (1904, Vipava – 1928, Bilje)
- Stanko Vuk, slovenski pesnik in pisatelj (1912, Miren – 1944, Trst, Italija)
- Mihaela Adelgundis Černic, slovenska slikarka ter profesorica slikarstva ter likovne vzgoje, (1913, Miren – 2016, Gorica)
- Igor Torkar (Boris Fakin), slovenski dramatik, pripovednik, pesnik, pisatelj, publicist, diplomirani inženir kemije (1913, Kostanjevica na Krasu – 2004, Ljubljana)
- Anton Soler (- Biljenski), slovensko-argentinski pianist, glasbenik (1930, Bilje)
- Andrej Košič (Andrej Kosič), akvarelist, slikar (1933, Rupa pri Mirnu)
- Oskar Kogoj, slovenski industrijski oblikovalec (1942, Miren)
- Aleksij Žbona, slovenski zdravnik in slikar (1942, Miren – 1987, Šmarje)
- Vasja Žbona (Vasilij Žbona), slovenski kipar in restavrator (1945, Miren – 2013, Pariz, Francija)
- Negovan Nemec, slovenski kipar (1947, Bilje – 1987, Ljubljana)
- Marko Vuk, umetnostni zgodovinar in organist (1947, Miren – 2004)
- Darko Bevilacqua, italijanski kipar (1948, Bilje – 1991, Fornalis, Furlanija – Julijska krajina, Italija)
- Nelida Nemec (roj. Silič), slovenska likovna kritičarka in esejistka (1954, Bilje)
- Fedja Žbona, slovenski slikar (1956, Miren)
- Anton Klančič, organist in skladatelj (rojen v Mirnu)

## Šport
- Enrico Rossi, italijanski vaterpolist, plavalec, nogometaš (1881, Genova, Italija – 1917, Kostanjevica na Krasu)
- Valter Birsa, nogometaš (1986, Šempeter pri Gorici), igral v ND Bilje
- Tim Matavž, nogometaš (1989, Šempeter pri Gorici), igral v ND Bilje

## Šolstvo
- Danilo Fajgelj, slovenski skladatelj, organist in pedagog (1840, Idrija – 1908, Gorica, Italija), služboval v Mirnu
- Evgenij Hegler (Jožef Heglar), šolnik in nabožni pisatelj (1844, Trst, Italija – 1887, Kostanjevica na Krasu)
- Dean Komel, slovenski filozof, redni profesor za sodobno filozofijo in filozofijo kulture (1960, Bilje)
- Filip Peric, profesor, novinar (1886, Sela na Krasu – 1955, Ljubljana)
- Franjo Trampuž, agronom enolog, šolnik (1870 Kostanjevica na Krasu – 1957, Ljubljana)
- Vladimir Hmeljak, likovni pedagog, slikar (1909, Bilje)
- Damjana Bratuž, pianistka, univerzitetna profesorica glasbe (1927, Bilje – 2025, London, Ontario, Kanada)
- Ingrid Silič, pianistka, profesorica glasbe (1959, Bilje)

## Naravoslovje
- Tone Černač, gozdni delavec in tehnik (1905, Matenja vas – 1984, Miren)

## Gospodarstvo
- Andrej Novak, slovenski izumitelj (1821, Kostanjevica na Krasu – 1901, Kostanjevica na Krasu)
- Andrej Jakil, industrialec, veleposestnik (1858, Rupa pri Mirnu – 1926, Trst, Italija)
- Edvard Rusjan, slovenski letalski konstruktor, pilot in pionir letalstva (1886, Trst, Italija – 1911, Beograd, Srbija), proizvodnja letal v Mirnu
- Josip Rusjan – Pepi, slovenski letalski konstruktor, pilot in pionir letalstva, proizvodnja letal v Mirnu
- Albert Čuk, slovenski gospodarstvenik, javni delavec (1930, Bilje – 1993, Merlo, Argentina)
- Gabrijel Devetak, slovenski strokovnjak za trženje in inovacije (1938, Miren – 2014)

## Humanistika
- Andrej Frančeškin, psiholog (1939, Kostanjevica na Krasu)
- Vojko Antončič, slovenski sociolog (1946, Temnica)
- Beatriče Žbona Trkman, slovenska arheologinja (1949, Miren)

## Zdravstvo
- Ioannes Baptista Garzaroll (Garzarolli Giovanni Battista), zdravnik (1610, Orehovlje – 1687, Gorica, Italija)

## Kultura
- Josip Furlani (Trnogorski, Mlinarjev), narodni buditelj, publicist, pesnik (1826, Dornberk – 1914 Vila Vicentina pri Ogleju, Italija), kaplan v Mirnu
- Anton Vuk, zadružnik, prosvetni delavec (1883, Miren – 1967, Šempeter pri Gorici)
- Anton Budin, slovenski javni in kulturni delavec, mizar (1902, Miren – 1991, Jesenice)
- Venčeslav Budin, slovenski zborovodja, organist in prosvetni delavec (1908, Miren – 1979)
- Bogomir Špacapan (Bogomir Spazzapan, Mirko Špacapan), slovenski tiskarski stavec, zborovodja in kulturni delavec (1922, Miren – 1997, Brestovica pri Komnu)
- Vlado Klemše (Vladimir Klemše), prosvetni in kulturni delavec, časnikar, novinar (1946, Miren)
- Robert Černe, javni delavec (1956, Bilje)